# Vieux-Manoir
Vieux-Manoir est une commune française située dans le département de la Seine-Maritime en région Normandie.

## Géographie
|                     | Estouteville-Écalles |                        |
| La Rue-Saint-Pierre | Vieux-Manoir         | Sainte-Croix-sur-Buchy |
|                     | Longuerue            |                        |

Vieux-Manoir est une commune du Rouennais.

### Hydrographie
La commune est située dans le bassin Seine-Normandie. Elle n'est drainée par aucun cours d'eau,.

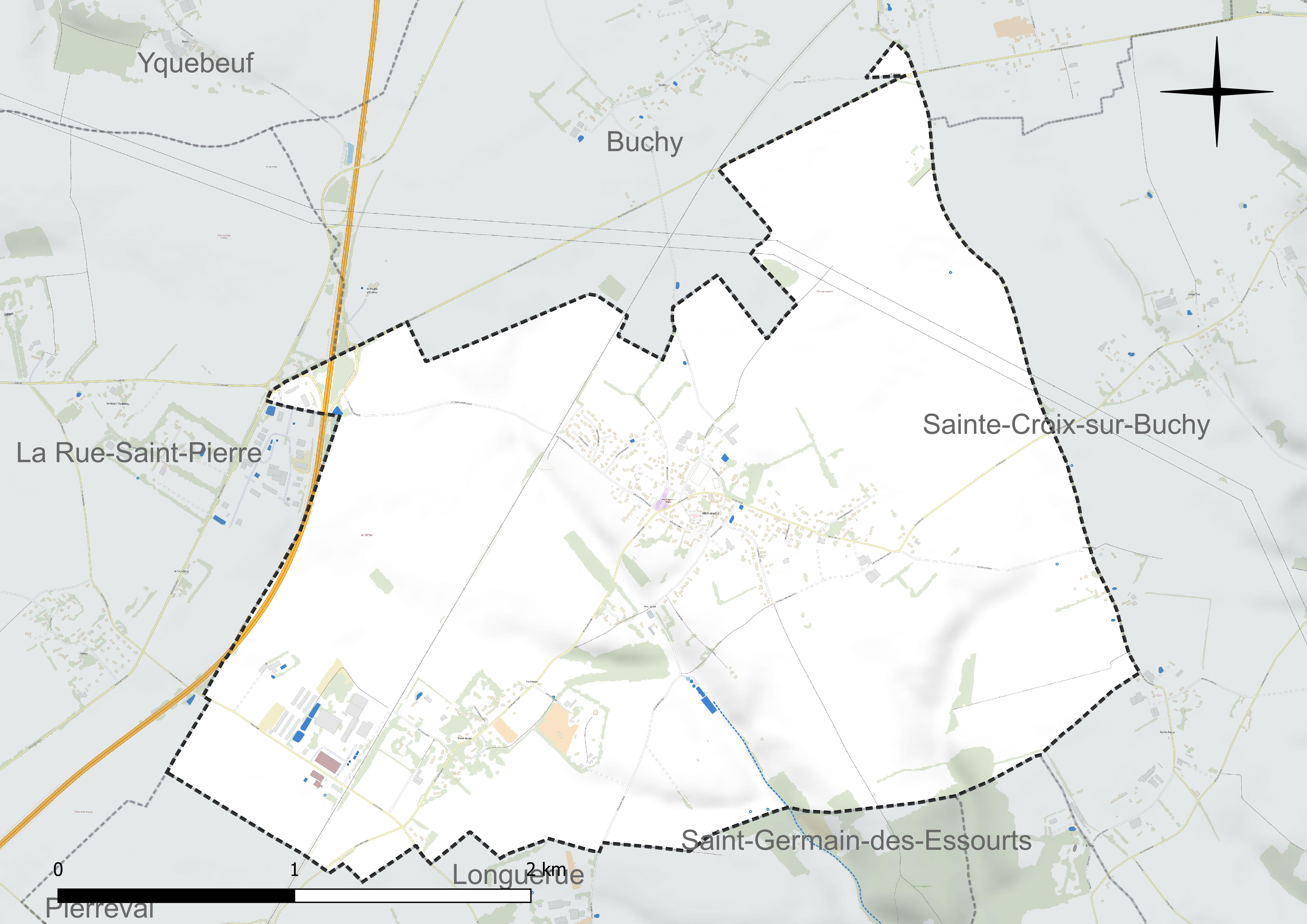
Réseau hydrographique de Vieux-Manoir.

### Climat
Pour des articles plus généraux, voir Climat de la Normandie et Climat de la Seine-Maritime.
En 2010, le climat de la commune est de type climat océanique dégradé des plaines du Centre et du Nord, selon une étude du CNRS s'appuyant sur une série de données couvrant la période 1971-2000. En 2020, Météo-France publie une typologie des climats de la France métropolitaine dans laquelle la commune est exposée à un climat océanique et est dans la région climatique Côtes de la Manche orientale, caractérisée par un faible ensoleillement (1 550 h/an) ; forte humidité de l’air (plus de 20 h/jour avec humidité relative > 80 % en hiver), vents forts fréquents. Parallèlement le GIEC normand, un groupe régional d’experts sur le climat, différencie quant à lui, dans une étude de 2020, trois grands types de climats pour la région Normandie, nuancés à une échelle plus fine par les facteurs géographiques locaux. La commune est, selon ce zonage, exposée à un « climat maritime », correspondant au Pays de Caux, frais, humide et pluvieux, légèrement plus frais que dans le Cotentin.
Pour la période 1971-2000, la température annuelle moyenne est de 9,9 °C, avec une amplitude thermique annuelle de 14,2 °C. Le cumul annuel moyen de précipitations est de 875 mm, avec 13,4 jours de précipitations en janvier et 8,8 jours en juillet. Pour la période 1991-2020, la température moyenne annuelle observée sur la station météorologique la plus proche, située sur la commune de Forges-les-Eaux à 19 km à vol d'oiseau, est de 10,7 °C et le cumul annuel moyen de précipitations est de 860,1 mm,. Pour l'avenir, les paramètres climatiques de la commune estimés pour 2050 selon différents scénarios d’émission de gaz à effet de serre sont consultables sur un site dédié publié par Météo-France en novembre 2022.

## Urbanisme

### Typologie
Au 1er janvier 2024, Vieux-Manoir est catégorisée commune rurale à habitat dispersé, selon la nouvelle grille communale de densité à sept niveaux définie par l'Insee en 2022.
Elle est située hors unité urbaine. Par ailleurs la commune fait partie de l'aire d'attraction de Rouen, dont elle est une commune de la couronne,. Cette aire, qui regroupe 317 communes, est catégorisée dans les aires de 200 000 à moins de 700 000 habitants,.

### Occupation des sols
L'occupation des sols de la commune, telle qu'elle ressort de la base de données européenne d’occupation biophysique des sols Corine Land Cover (CLC), est marquée par l'importance des territoires agricoles (94 % en 2018), une proportion identique à celle de 1990 (94 %). La répartition détaillée en 2018 est la suivante : 
terres arables (74,9 %), prairies (15,1 %), zones urbanisées (5,1 %), zones agricoles hétérogènes (4 %), forêts (1 %). L'évolution de l’occupation des sols de la commune et de ses infrastructures peut être observée sur les différentes représentations cartographiques du territoire : la carte de Cassini (XVIIIe siècle), la carte d'état-major (1820-1866) et les cartes ou photos aériennes de l'IGN pour la période actuelle (1950 à aujourd'hui).

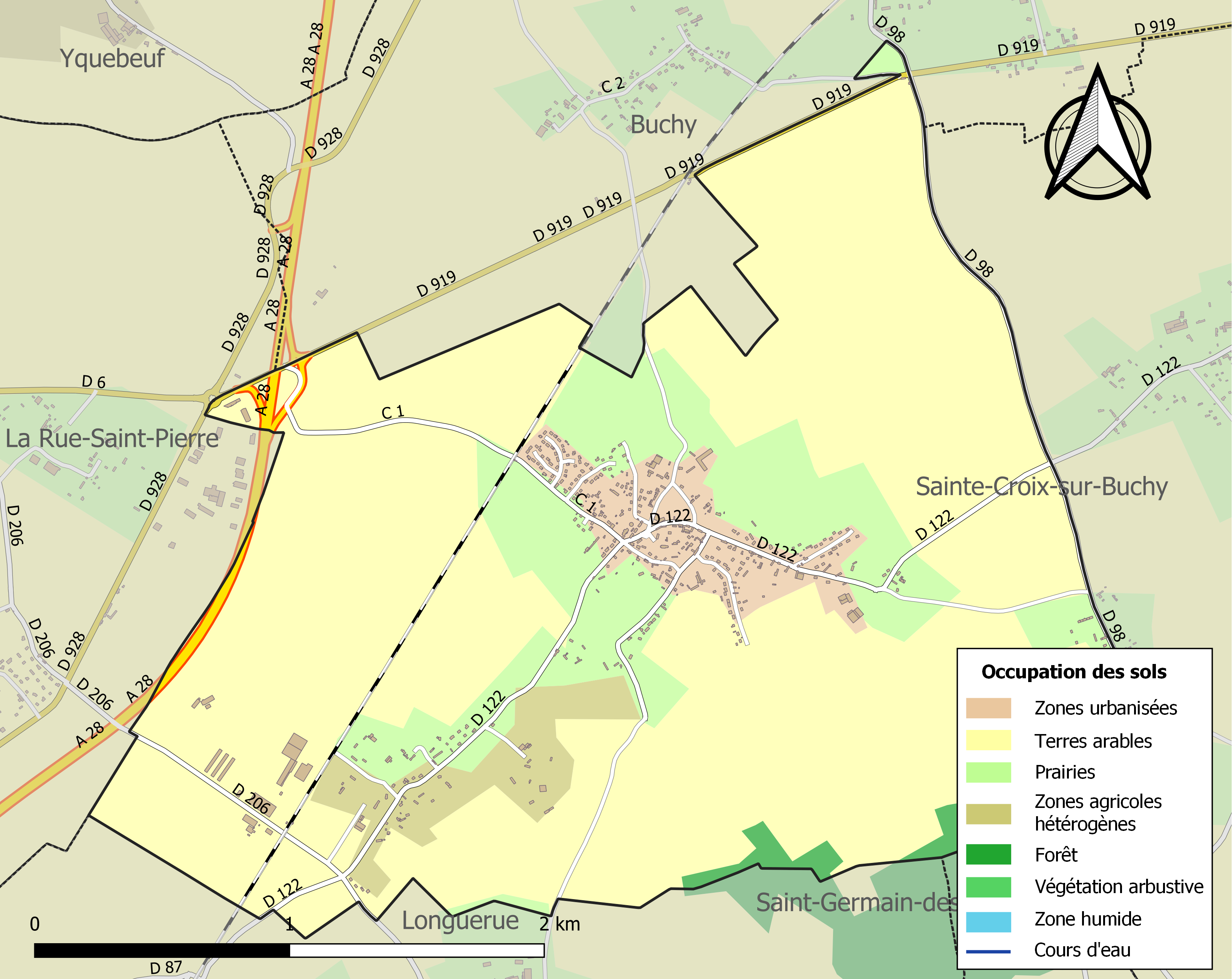
Carte des infrastructures et de l'occupation des sols de la commune en 2018 (CLC).

## Toponymie
Le nom de la localité est attesté sous les formes Vetus Manerium entre 1215 et 1222, Ecclesia de Veteri Manerio vers 1240, Vetus Manerium en 1337, Le Viel Manoir en 1319, 1392, 1403, 1469 et 1471, Notre Dame de Vieil Manoir en 1676, 1715 et 1758, Vieumanoir en 1412, entre 1469 et 1473, Notre Dame du Vieux Manoir en 1623, Vieux Manoir en 1715, Viel Manoir en 1793, Vieux-Manoir en 1801.
Le nom de Vieux-Manoir semble en effet être une traduction littérale de vetera domus, on a pas trouvé de ruines antiques au Vieux-Manoir mais elles sont nombreuses à Cailly.
Hameau, ancienne paroisse et commune de Saint-Aubin-sur-Cailly.
À Saint-Aubin-sur-Cailly il existait une église dédié à Saint Aubin, elle a été démolie au début du XIXe siècle.

## Histoire
Saint-Aubin-sur-Cailly, ancienne commune de la Seine-Maritime, aujourd'hui intégrée à Vieux-Manoir est attesté sous la forme Sanctum Albinum entre 1049 et 1058.

### Seconde Guerre mondiale
Le 2 août 1944, l'avion du capitaine Hawkinson s'écrasait au nord de Rouen, à Vieux-Manoir. À la suite d'un appel à témoins, le gendre du sauveteur du pilote s'est manifesté.
Hubert Thomassin, de Buchy, au Nord de Rouen (Seine-Maritime), a eu connaissance de l’appel lancé par Alain Trouplin, forestier à la retraite des Ventes-Saint-Rémy (Seine-Maritime), concernant l’histoire du pilote américain Robert W Hawkinson, dont le chasseur, un P-51, s’est écrasé le 2 août 1944 sur la commune de Vieux-Manoir. Alain Trouplin a cherché des témoins pouvant le renseigner sur le lieu où l’avion est tombé et sur les différentes personnes qui sont venues en aide au soldat américain.
Alors que son pilote cherchait des cibles d’opportunité et avait localisé des véhicules allemands qu’il voulait mitrailler, l’avion de Hawkinson est touché par un tir de DCA allemande. L’appareil devenu incontrôlable va bientôt toucher le sol. Son pilote le redresse à une hauteur d’environ 260 mètres et saute en parachute. La distance étant faible, l’atterrissage du pilote est violent et celui-ci se casse la cheville.
Ignoré dans un premier temps par un passant qui était à proximité de son point de chute, l’Américain rampe jusqu’à une haie pour s’y cacher. Puis, il se réfugie au pied d’un gros arbre situé dans cette haie. Seulement, juste à côté, il y avait un passage utilisé par les civils et les troupes allemandes qui voulaient aller voir l’avion brûler de plus près… « Il s’est même mis une branche devant lui afin de se dissimuler davantage », insiste Hubert Thomassin. Cet homme qui a contacté Alain Trouplin pour lui fournir les renseignements complémentaires est le gendre de René Dehayes.
Dans son rapport d’évasion, l’Américain explique qui est René Dehayes : « Heureusement, je n’ai pas été découvert et j’ai passé la nuit dans le champ. Le lendemain matin, tôt, un jeune garçon du nom de Gilbert Merienne est passé sur un cheval de trait (c’est par la suite que j’ai découvert son nom et celui d’autres personnes qui m’ont aidé). Je l’ai appelé et il s’est approché de moi, tout en émoi. À l’aide du dictionnaire qui se trouvait dans ma trousse d’évasion, je lui ai demandé s’il pouvait me procurer des vêtements de civil et me cacher. Il m’a répondu par l’affirmative et il est parti. Un peu plus tard, un autre garçon, René Dehayes, est arrivé avec les vêtements. Je les ai enfilés et il m’a montré le chemin vers le bois que j’avais essayé d’atteindre la veille. Cette nuit-là, les deux garçons sont revenus avec leur oncle, Mr. Merienne, le maire de Vieux-Manoir, un petit village proche. Ils m’ont emmené dans une ferme qui était tenue par un autre membre de la famille. Ils m’ont montré où dormir dans la grange et m’ont donné du pain en gelée et du lait : je n’avais rien mangé ni bu depuis mon petit-déjeuner de la veille. Tôt le lendemain matin, ils m’ont mis au fond d’une charrette tirée par un cheval et m’ont recouvert de foin. La charrette, conduite par Mr. Merienne, s’est arrêtée à un certain point de notre voyage et je pouvais entendre parler allemand. Après un échange de, semble-t-il, plaisanteries, la charrette a continué sa route et au bout d’un certain temps nous sommes arrivés à un croisement éloigné nommé Cauvicourt et à la petite ferme de Madame Alexandrine Hébert.»
En présence de son épouse, qui est la fille de René Dehayes, Hubert Thomassin précise que le maire de Vieux-Manoir a aidé au transport de l’Américain, mais les deux personnes qui l’ont aidé du début jusqu’à la fin, ce sont René Dehayes et Gilbert Mérienne. Ils étaient cousins. Mme Hébert était la mère de René Dehayes. Tous les matins, avant d’aller travailler à la ferme, elle apportait à manger à Robert Hawkinson .
Pendant un mois, le pilote américain a échappé aux recherches allemandes. Lors de la retraite, des troupes sont arrivées à la ferme de Cauvicourt, elles exigeaient avoir de la nourriture. Le pilote s’était caché dans une petite chambre. Les Allemands ont décidé de fouiller la maison. Ils ont ouvert la porte d’une chambre pour l’inspecter. Ils n’ont rien trouvé et sont repartis à la cuisine. En fait, en s’ouvrant, la porte de la pièce dissimulait une autre porte qui donnait accès à la petite chambre où se trouvait l’aviateur. Heureusement qu’ils n’ont rien vu, sinon tout le monde aurait pu y passer.
Le pilote américain qui avait effectué 81 missions depuis mars 1943 avant de tomber à Vieux-Manoir est reparti avec les troupes canadiennes début septembre 1944. Il a par la suite fait carrière dans les affaires.
La pâture dans laquelle l’avion est tombé le 2 août 1944 est aujourd’hui un labour. Hubert Thomassin et son épouse n’oublient pas le courage dont ont fait preuve ces hommes à l’époque. Se rappeler d’eux et rappeler ce qu’ils ont fait est un moyen simple de leur rendre hommage.

## Politique et administration
| Période                                  | Période                    | Identité         | Étiquette | Qualité |
| ---------------------------------------- | -------------------------- | ---------------- | --------- | --- |
| Les données manquantes sont à compléter. |                            |                  |           | |
| 1947                                     | 1977                       | Pierre Cuinat    |           | |
| 1977                                     | 1983                       | Auguste Papillon |           | |
| 1983                                     | 2008                       | Marie Soulas     | DVD       | |
| 2008                                     | En cours                   | Pierre Palenne   |           | Fonctionnaire retraité |
| juillet 2020,                            | En cours (au 10 août 2020) | Fabrice Otero    |           | Ingénieur dans le développement durable Vice-président de la CC du Moulin d’Écalles ( ? → 2016) Vice-président de la CC Inter-Caux-Vexin (2017 → 2020) |

## Démographie
L'évolution du nombre d'habitants est connue à travers les recensements de la population effectués dans la commune depuis 1793. Pour les communes de moins de 10 000 habitants, une enquête de recensement portant sur toute la population est réalisée tous les cinq ans, les populations de référence des années intermédiaires étant quant à elles estimées par interpolation ou extrapolation. Pour la commune, le premier recensement exhaustif entrant dans le cadre du nouveau dispositif a été réalisé en 2005.

En 2022, la commune comptait 770 habitants, en évolution de +4,34 % par rapport à 2016 (Seine-Maritime : +0,35 %, France hors Mayotte : +2,11 %).
| 1793 | 1800 | 1806 | 1821 | 1831 | 1836 | 1841 | 1846 | 1851 |
| ---- | ---- | ---- | ---- | ---- | ---- | ---- | ---- | ---- |
| 345  | 430  | 382  | 373  | 401  | 380  | 350  | 328  | 354  |

| 1856 | 1861 | 1866 | 1872 | 1876 | 1881 | 1886 | 1891 | 1896 |
| ---- | ---- | ---- | ---- | ---- | ---- | ---- | ---- | ---- |
| 329  | 320  | 318  | 323  | 300  | 291  | 300  | 282  | 284  |

| 1901 | 1906 | 1911 | 1921 | 1926 | 1931 | 1936 | 1946 | 1954 |
| ---- | ---- | ---- | ---- | ---- | ---- | ---- | ---- | ---- |
| 288  | 299  | 299  | 269  | 277  | 261  | 273  | 299  | 300  |

| 1962 | 1968 | 1975 | 1982 | 1990 | 1999 | 2005 | 2006 | 2010 |
| ---- | ---- | ---- | ---- | ---- | ---- | ---- | ---- | ---- |
| 283  | 280  | 340  | 609  | 599  | 650  | 697  | 691  | 683  |

| 2015 | 2020 | 2022 | - | - | - | - | - | - |
| ---- | ---- | ---- | - | - | - | - | - | - |
| 737  | 767  | 770  | - | - | - | - | - | - |

## Culture locale et patrimoine

### Lieux et monuments
Église Notre-Dame.

### Héraldique
| Blason de Vieux-Manoir | Blason  | D'or à l'arbre arraché au naturel ; au chef d'azur chargé de deux épées d'or passées en sautoir, accostées de deux besants d'argent. |
| Blason de Vieux-Manoir | Détails | Un brevet d'armoiries est signé par le Conseil Français d'Héraldique le 4 novembre 2000.                                             |

## Pour approfondir